# Brich dem Hungrigen dein Brot
Brich dem Hungrigen dein Brot (in tedesco, "Spezza il tuo pane all'affamato") BWV 39 è una cantata di Johann Sebastian Bach.

## Storia
La cantata Brich dem Hungrigen dein Brot venne composta da Bach a Lipsia nel 1726 e fu eseguita per la prima volta il 26 giugno dello stesso anno per la prima domenica dopo la Trinità. Il testo deriva dal Libro di Isaia, capitolo 58, versi 7 ed 8, per il primo movimento, dalla Lettera agli Ebrei, capitolo 13 e verso 16, per il quarto movimento, dall'inno Kommt, laßt euch den Herren lehren del 1648 di David Denicke per l'ultimo, mentre i restanti movimenti sono basati su testo di autore sconosciuto.
Il tema del corale è Freu dich sehr, o meine Seele, codificato da Louis Bourgeois nella sua collezione di salmi del 1551. Bourgeois sembra essere stato influenzato dalla canzone popolare Ne l'oseray je dire, contenuta in un manoscritto del 1510.

## Struttura
La cantata è composta per soprano solista, contralto solista, basso solista, coro, flauto I e II, oboe I e II, violino I e II, viola e basso continuo ed è suddivisa in sette movimenti:
1. Coro: Brich dem Hungrigen dein Brot, per tutti.
2. Recitativo: Der reiche Gott, per basso e continuo.
3. Aria: Seinem Schöpfer noch auf Erden, per contralto, violino ed oboe.
4. Recitativo: Wohlzutun und mitzuteilen vergesset nicht, per basso e continuo.
5. Aria: Höchster, was ich habe, per soprano e flauti.
6. Recitativo: Wie soll ich dir, o Herr, per contralto ed archi.
7. Corale: Selig sind, die aus Erbarmen, per tutti.